# Шайчурино
Шайчу́рино (тат. Чәчер) — село в Актанышском районе Республики Татарстан Российской Федерации. Входит в Тюковское сельское поселение.

## География
Село расположено в Восточном Закамье, в низовьях р. Ик. Находится в 4 км к западу от центра поселения, села Тюково, в 36 км к юго-западу от районного центра, села Актаныш.
Включён в перечень населённых пунктов, находящихся в отдалённых или труднодоступных местностях Республики Татарстан.

## История
По сведениям III ревизии 1762 года, в деревне Шанчурино были учтены 30 ревизских душ тептярей, входивших в команду старшины Минея Бекбовова.
В «Списке населенных мест по сведениям 1870 года», изданном в 1877 году, населённый пункт упомянут как деревня Чайчурина (Шайсирина) 1-го стана Мензелинского уезда Уфимской губернии. Располагалась при озере Кряше, по левую сторону почтового тракта из Мензелинска в Бирск, в 32 верстах от уездного города Мензелинска и в 4 верстах от становой квартиры в деревне Поисева. В деревне, в 78 дворах жили 425 человек (206 мужчин и 219 женщин, тептяри), были мечеть, училище. Жители занимались земледелием, скотоводством.

## Население
| 1795 | 1816 | 1858 | 1870 | 1884 | 1897 | 1906 | 1913 | 1920 | 1926 | 1938 | 1949 | 1958 | 1970 | 1979 | 1989 | 2002 | 2010 | 2015 |
| ---- | ---- | ---- | ---- | ---- | ---- | ---- | ---- | ---- | ---- | ---- | ---- | ---- | ---- | ---- | ---- | ---- | ---- | ---- |
| 107  | 246  | 360  | 425  | 479  | 550  | 641  | 639  | 698  | 621  | 649  | 588  | 501  | 455  | 247  | 140  | 92   | 109  | 87   |

Национальный состав
Согласно результатам переписи 2002 года, в национальной структуре населения села татары составляли 99%.

### Комментарии
1. ↑  Расстояние измерено с помощью инструментария Яндекс.Карты